# Miss Anthropocene
Miss Anthropocene é o quinto álbum de estúdio da musicista canadense Grimes, lançado em 21 de fevereiro de 2020. Ele marcou seu primeiro álbum em mais de quatro anos, desde que lançou Art Angels. Foi oficialmente anunciado em 19 de março de 2019. O nome do álbum é um trocadilho entre o titulo feminino de "Miss" e as palavras "misantropia" e "Antropoceno", um neologismo popularizado na década de 2000 por Paul J. Crutzen com o propósito de especificar a era geológica atual da Terra. O álbum segue um conceito vago sobre uma "deusa antropomórfica da mudança climática" inspirada na mitologia romana e na vilania. Miss Anthropocene é o último álbum de Grimes pela gravadora 4AD, com a qual ela estava assinada desde 2012. O álbum é mais sombrio em estilo do que o álbum Art Angels de 2015 de Grimes, contendo inspiração dos sons da música industrial.

## Antecedentes e lançamento
Em 16 de dezembro de 2017, Grimes respondeu a um fã no Twitter que ela "tocou [a sua] gravadora música nova", indicando que algo seria lançado em breve. Entre desentendimentos marcados com sua gravadora 4AD, Grimes posteriormente anunciou que esperava lançar um novo álbum em 2018. Em 24 de fevereiro de 2018, Grimes revelou que ela estava no processo de gravar dois álbums para dar seguimento ao seu álbum de 2015, Art Angels. Em maio de 2018, alguns títulos de trabalho foram compartilhados por meio de seu story no Instagram. Em junho de 2018, Grimes participou na campanha publicitária Behind the Mac da Apple na qual um trecho de uma música intitulada "That's What the Drugs Are For" foi apresentada.
O título do álbum foi anunciado em 19 de março de 2019. Grimes explicou que o álbum seria um álbum conceitual sobre uma "deusa antropomórfica das mudanças climáticas", na qual "cada música será uma personificação diferente da extinção humana". Grimes explicou que ela "ama personificações divinas de conceitos abstratos/horríveis", apontando para o deus romano da guerra Marte como uma inspiração; e que, ao fazer uma personificação da mudança climática, ela esperava que "talvez... fosse um pouco mais fácil de olhar" e não fosse "apenas uma desgraça abstrata". Em entrevista ao The Wall Street Journal, Grimes explicou ainda que "as pessoas não se importam com isso [mudança climática], porque estamos sendo culpados". Grimes afirmou que queria "tornar as mudanças climáticas divertidas" e "criar uma razão para olhar para isso".
Os temas mais sombrios de Miss Anthropocene também foram inspirados pela reputação de Grimes durante a criação do álbum. Grimes elaborou em sua entrevista à Crack Magazine que ela havia sido considerada uma vilã na mídia devido a grandes publicações deturpando coisas que ela havia dito e as críticas da mídia sobre seu relacionamento com Elon Musk, alegando que as publicações The New Yorker, The New York Times, Vice e The Guardian espalharam falsidades sobre ela, ridicularizando que "nós realmente vivemos em uma sociedade pós-verdade". Grimes afirmou que se ela ia ficar "presa sendo uma vilã", então ela queria "perseguir a vilania artisticamente", dizendo que é "uma ideia muito divertida" para ela, nomeando personagens como Coringa e Thanos como inspirações.
Em uma entrevista com Zane Lowe na rádio Beats 1 da Apple Music, Grimes revelou que Miss Anthropocene já estava finalizado há algum tempo e ela já estava trabalhando em seu próximo álbum, que seria um "álbum techno-pop" onde ela "trabalha com [seus] produtores favoritos". Grimes mencionou que, apesar de ser seu álbum favorito, ela já havia "saído" dos temas sombrios de Miss Anthropocene, que foram causados por "um bom número de coisas que estavam acontecendo no momento [de sua criação]". Ela também afirmou que a música "Violence" foi destinada ao sexto álbum sem nome, mas foi incluída no Miss Anthropocene porque a faixa "era boa". Nesta entrevista, Grimes também afirmou que uma das razões para o atraso no lançamento do álbum foi a morte de sua ex-empresária Lauren Valencia de câncer em julho de 2019, um evento que a impactou muito.
Em 15 de outubro de 2019, Grimes revelou por meio de uma resposta a um fã no Instagram que cópias físicas de Miss Anthropocene estavam em processo de prensagem. Miss Anthropocene foi lançado oficialmente em 21 de fevereiro de 2020.

## Composição
Musicalmente, Miss Anthropocene foi descrito como industrial, pop,  dream pop, synth-pop, electropop, and dark wave. Em contraste com seu álbum anterior, Art Angels, este álbum apresenta um som mais sombrio. AllMusic descreveu o álbum como uma "mistura obscura de ethereal, nu-metal e sons de inspiração-industrial".

## Promoção

### Singles
Originalmente anunciado para ser o primeiro single do álbum, "We Appreciate Power", com a participação da cantora americana Hana, foi lançado em 29 de novembro de 2018. A faixa foi recebida com elogios de críticos de música que aclamaram o som rock eletrônico da música  e letras que giram em torno de temas de transumanismo e inteligência artificial. Também foi notado que Grimes estava em um relacionamento com o empresário de tecnologia Elon Musk desde 2018, levando a especulações de que a música foi inspirada por ele e seu trabalho. Em 15 de novembro de 2019, foi revelado que a faixa seria incluída apenas na edição deluxe digital e no lançamento do CD japonês do álbum.
Em uma postagem no Instagram publicada em 13 de agosto de 2019, Grimes anunciou que o primeiro single oficial de Miss Anthropocene seria lançado em 13 de setembro de 2019. Esta postagem foi excluída pouco depois. Em 3 de setembro de 2019, Grimes excluiu todas as suas postagens no Instagram e anunciou em uma nova postagem que uma música seria lançada em 5 de setembro. A música, originalmente especulada como sendo intitulada "A New Way to Die" devido à legenda de sua postagem no Instagram, foi esclarecido posteriormente para na verdade ser chamada de "Violence". A faixa conta com a participação do DJ americano i_o. Dazed elogiou o "bater de bumbo e a linha do baixo da arp do sintetizador" da faixa. Durante a estréia do videoclipe no YouTube, Grimes anunciou que lançaria duas músicas, intituladas "So Heavy I Fell Through The Earth" e "4ÆM", como os próximos dois singles do álbum, embora nenhuma data de lançamento tenha sido dada.
O segundo single oficial de Miss Anthropocene, "So Heavy I Fell Through the Earth", foi anunciado via Instagram em 11 de novembro de 2019 e lançado em 15 de novembro de 2019. A arte da capa e a lista de faixas de Miss Anthropocene também foram revelados em 15 de novembro. A faixa recebeu críticas positivas de críticos que comentaram sobre o som mais lento e obscuro da faixa em comparação com o single anterior "Violence", com a NME afirmando que parecia uma "queda em câmera lenta pelo cosmos", observando as "camadas grossas de baixo" da faixa e a "voz pendurada de Grimes". A Pitchfork classificou a faixa como uma "odisseia downtempo de seis minutos" com "teatralidades fortes".
O terceiro single do álbum, "My Name Is Dark" — originalmente intitulado "That's What The Drugs Are For" — foi lançado em 29 de novembro de 2019. O som nu-metal da faixa foi elogiado por muitas publicações, com Stereogum chamando-o de "eletro-rocker sombrio e corajoso" com um "riff de guitarra ameaçador".
Em 13 de dezembro de 2019, Grimes estreou o quarto single de Miss Anthropocene, "4ÆM", no The Game Awards 2019 durante o segmento dedicado à trilha sonora do videogame Cyberpunk 2077. Grimes também anunciou que ela é a dubladora de uma personagem no jogo chamada Lizzy Wizzy. "4ÆM" contém um sample da música "Deewani Mastani" do filme de Bollywood, Bajirao Mastani e foi descrito por Grimes como sendo uma "interpretação cyberpunk" do filme. A NME nomeou a faixa "adequadamente futurista" enquanto outros críticos elogiaram a batida drum and bass e vocais etéreos, notando semelhanças com as músicas do álbum de 2010 de Grimes, Halfaxa.
O quinto single do álbum, "Delete Forever", foi lançado em 12 de fevereiro de 2020. A música foi inspirada por Grimes perdendo seis de seus amigos por overdoses de heroína e a indiferença que Grimes sentiu após suas mortes. Foi escrito na mesma noite em que o artista de emo rap, Lil Peep, morreu acidentalmente após uma overdose de uma pílula falsa de Xanax que foi misturada com fentanil. Em entrevista com a Genius, Grimes explicou que ela queria que a música tivesse um som "oposto" à música que ela normalmente faz, com uma sensação de "punk cru" e um "vocal super limpo" sem processamento digital e efeitos.

### Vídeos
Vários lyric videos foram lançados para várias músicas de Miss Anthropocene. Um lyric video para "We Appreciate Power" foi lançado em 29 de novembro de 2018. Apresenta Grimes e Hana e foi dirigido por ela e pelo seu antigo parceiro, seu irmão Mac Boucher. Outro lyric video para o terceiro single do álbum "My Name Is Dark" foi lançado em 3 de dezembro de 2019. Grimes o descreveu como "apenas uma "vibe fofa". Em 27 de fevereiro de 2020, Grimes lançou dois lyric videos para a faixa "Idoru". Apelidados de "Versão Ligeiramente Mais Longa" e "Versão Ligeiramente Mais Curta", elas correspondem às versões "Art Mix" e "Algorithm Mix" da música, respectivamente. Grimes lançou os vídeos depois de perceber que a faixa era a favorita dos fãs. Um lyric video de "Darkseid" e um vídeo de "My Name Is Dark" com a versão "Art Mix" e uma tradução da letra em russo foram lançados em 22 de maio de 2020.
Dois vídeos musicais foram lançados. O vídeo do primeiro single "Violence" foi lançado em 5 de setembro de 2019 e foi dirigido por Grimes. Sua aclamada coreografia, descrita pela Variety como "disparo de pistola simulada e swordplay", é inspirada na usuária do TikTok, Cindy. Outro vídeo foi lançado para o quinto single "Delete Forever" em 12 de fevereiro de 2020. Foi dirigido por Grimes, Mac Boucher e Neil Hansen, e retrata "o lamento de um tirano enquanto seu império desmorona".
Um "visualizer" para o segundo single do álbum "So Heavy I Fell Through the Earth" foi lançado em 15 de novembro de 2019. Em 1º de abril de 2020, Grimes enviou um vídeo em tela verde para a faixa "You'll Miss Me When I'm Not Around" para seu canal no YouTube, bem como um arquivo com os arquivos brutos de áudio e vídeo para o WeTransfer e convidou seus fãs a remixar a música e o vídeo usando a hashtag #GrimesArtKit. O vídeo foi originalmente filmado para que sua equipe artística pudesse criar visuais para o álbum, mas ela citou a pandemia de COVID-19 como a razão pela qual optou por envolver seus fãs, caso eles estejam "entediados e queiram aprender coisas novas" enquanto em confinamento. A Billboard especulou que isso também pode estar relacionado às raízes de Grimes na cena DIY.
Em 1º de janeiro de 2021, Grimes lançou Miss Anthropocene: Rave Edition, um álbum de remixes com novas versões das músicas do álbum por artistas como BloodPop, Channel Tres, Richie Hawtin e Modeselektor, além de dois remixes de seu DJ Mix da Apple Music de Cyberpunk 2077.

## Desempenho comercial
Miss Anthropocene estreou no número 1 na parada Top Dance/Electronic Albums da Billboard e no número 32 na Billboard 200, com 19.000 unidades de álbuns equivalentes, de acordo com a Nielsen Music/MRC Data. Ele também estreou em 10º lugar na parada Official UK Álbums, se tornando seu primeiro álbum top 10 no Reino Unido.

## Recepção crítica
| Críticas profissionais | Críticas profissionais |
| Pontuações agregadas   | Pontuações agregadas   |
| Fonte                  | Avaliação              |
| ---------------------- | ---------------------- |
| AnyDecentMusic?        | 7.5/10                 |
| Metacritic             | 79/100                 |
| Avaliações da crítica  |                        |
| Fonte                  | Avaliação              |
| AllMusic               | [ 26 ]                 |
| Consequence of Sound   | B+                     |
| DIY                    | [ 73 ]                 |
| The Guardian           | [ 74 ]                 |
| The Independent        | [ 75 ]                 |
| The Irish Times        | [ 76 ]                 |
| NME                    | [ 77 ]                 |
| Pitchfork              | 8.2/10                 |
| Rolling Stone          | [ 79 ]                 |
| Sputnikmusic           | [ 80 ]                 |

Miss Anthropocene recebeu críticas positivas dos críticos de música após seu lançamento. No website agregador de críticas, Metacritic, que atribui à mídia uma pontuação normalizada de 100 com base em críticas de publicações mainstream, o álbum tem uma pontuação de 79 com base em 27 críticas, o que indica "críticas geralmente favoráveis".
Revisando Miss Anthropocene para o The Independent, Adam White considerou-o um "triunfo" e elogiou a ampla gama de sons explorados no álbum, dizendo que "opera muito como um disco de grandes sucessos". Ele dirigiu elogios às músicas mais lentas "transcendentes" do álbum, particularmente "So Heavy I Fell Through the Earth" e "You'll Miss Me When I'm Not Around". Anupa Mistry da Pitchfork escreveu que o álbum se baseia com sucesso no "interesse de longa data de Grimes na nostalgia rave e na música pop encantadora de todo o mundo", apesar de expressar reservas sobre sua "interpretação da crise climática como estética distópica". O jornalista da NME Rhian Daly descreveu o conceito de mudança climática como "fragmentado... em vez de ser uma coisa unificadora para amarrar todas as músicas perfeitamente", enquanto elogiava a mistura de sons de Miss Anthropocene, apontando para o "arrepiante" de "New Gods" e o "rave-pop intergaláctico" de "Violence" como destaques. Alexis Petridis, do The Guardian, considerou-o um comentário eficaz sobre a "toxicidade da celebridade moderna" em oposição à mudança climática, acrescentando que "nesses termos, Miss Anthropocene funciona notavelmente bem: apesar de toda a teorização de ficção científica, as emoções em seu centro parecem prosaicas, realistas e comoventes". A crítica da AllMusic, Heather Phares, concluiu que, apesar de ser menos "vívido" do que seu trabalho anterior, o álbum é "muitas vezes fascinante e desafia as expectativas de maneiras que ainda se encaixam em sua estética sempre instigante".
Claire Shaffer da Rolling Stone elogiou as intenções de Grimes, mas descobriu que "o que o álbum realmente tem a dizer sobre as mudanças climáticas é muitas vezes perdido sob os destroços reconhecidamente belos e meticulosamente compostos". Grant Sharples do Consequence of Sound chamou o álbum de "seu projeto mais sombrio e ambicioso até agora". Lisa Wright do DIY também descreveu o álbum como o álbum mais sombrio de Grimes. Max Freedman, da Paste, foi mais crítico e escreveu que Miss Anthropocene "se torna incoerente" devido à sua falta de "metáforas e narrativas sutis e eficazes". Sputnikmusic afirmou que "Miss Anthropocene" pega tudo sobre Grimes, a musicista... e concisamente empacota em seu álbum mais penetrante até agora." Louise Bruton do The Irish Times descreveu o álbum como um "olhar assustador para os muitos tons de extinção humana em belas lavagens de nu-metal e electronica fria". Em 2021, a Pitchfork incluiu o álbum em sua lista de "Repontuado", ajustando sua pontuação original de 8.2 para 6.9, com Madison Bloom alegando que Grimes "soa como uma cópia carbono de si mesma" nele.

### Reconhecimentos
| Publicação                   | Reconhecimento                                                | Posição | Ref.   |
| ---------------------------- | ------------------------------------------------------------- | ------- | ------ |
| Billboard                    | Os 50 Melhores Álbuns da Billboard de 2020 – Meio do Ano      | —       | [ 83 ] |
| Billboard                    | Os Melhores 50 Álbums da Billboard de 2020                    | 21      | [ 84 ] |
| Consequence of Sound         | Top 50 Melhores Álbuns de 2020                                | 46      | [ 85 ] |
| Consequence of Sound         | Top 25 Álbums de 2020 – Meio do Ano                           | 25      | [ 86 ] |
| Crack Magazine               | Top 50 Álbums de 2020                                         | 14      | [ 87 ] |
| Exclaim!                     | Top 50 Álbums de 2020                                         | 18      | [ 88 ] |
| Exclaim!                     | Top 33 Álbums de 2020 – Meio do Ano                           | 9       | [ 89 ] |
| Gorilla vs. Bear             | Os Melhores Álbuns de 2020 do Gorilla vs. Bear' – Meio do Ano | 3       | [ 90 ] |
| Gorilla vs. Bear             | Top 50 Álbums de 2020                                         | 9       | [ 91 ] |
| Nothing but Hope and Passion | Top 50 Álbums de 2020                                         | 28      | [ 92 ] |
| Pitchfork                    | Os 50 Melhores Álbuns de 2020                                 | 24      | [ 93 ] |
| Slant                        | Os 50 Melhores Álbuns de 2020                                 | 2       | [ 94 ] |
| Spin                         | Os 30 Melhores Álbuns de 2020 da Spin – Meio do Ano           | —       | [ 95 ] |
| Stereogum                    | Os 50 Melhores Álbuns de 2020 da Stereogum – Meio do ano      | 32      | [ 96 ] |
| Time                         | Top 10 Álbums de 2020                                         | 9       | [ 97 ] |

## Lista de faixas
Créditos adaptados do Tidal.
Todas as faixas são escritas por Grimes, exceto onde notado. Todas as faixas são produzidas por Grimes, exceto "Violence" que é produzido por Grimes e Garrett Lockhart, "New Gods" é produzido por Grimes e Dan Carey, e "We Appreciate Power" é produzido por Grimes, Chris Greatti e Hana.
| Miss Anthropocene – Edição padrão |                                               |                                                                          |         |  |
| N.º                               | Título                                        | Escritor(es)                                                             | Duração |  |
| 1.                                | "So Heavy I Fell Through the Earth" (Art Mix) |                                                                          | 6:08    |  |
| 2.                                | "Darkseid" (com 潘PAN)                        | Grimes Pan Wei-Ju                                                        | 3:44    |  |
| 3.                                | "Delete Forever"                              | Grimes Garrett Lockhart                                                  | 3:57    |  |
| 4.                                | "Violence" (com i_o)                          |                                                                          | 3:40    |  |
| 5.                                | "4ÆM"                                         | Grimes Ganesh Chandanshive Siddharth-Garima Sanjay Bhansali Nasir Faraaz | 4:30    |  |
| 6.                                | "New Gods"                                    |                                                                          | 3:15    |  |
| 7.                                | "My Name Is Dark" (Art Mix)                   |                                                                          | 5:56    |  |
| 8.                                | "You'll Miss Me When I'm Not Around"          |                                                                          | 2:41    |  |
| 9.                                | "Before the Fever"                            |                                                                          | 3:37    |  |
| 10.                               | "Idoru"                                       |                                                                          | 7:12    |  |
| Duração total:                    | Duração total:                                | Duração total:                                                           | 44:40   |  |

| Miss Anthropocene – Faixa bônus da edição japonesa |                                                  |         |  |
| N.º                                                | Título                                           | Duração |  |
| 11.                                                | "We Appreciate Power" (com participação de Hana) | 5:35    |  |
| Duração total:                                     | Duração total:                                   | 50:15   |  |

| Miss Anthropocene – Faixas bônus da edição deluxe digital |                                                     |         |  |
| N.º                                                       | Título                                              | Duração |  |
| 12.                                                       | "So Heavy I Fell Through the Earth" (Algorithm Mix) | 3:52    |  |
| 13.                                                       | "Violence" (com i_o) (Club Mix)                     | 4:12    |  |
| 14.                                                       | "My Name Is Dark" (Algorithm Mix)                   | 4:03    |  |
| 15.                                                       | "Idoru" (Algorithm Mix)                             | 4:46    |  |
| Duração total:                                            | Duração total:                                      | 67:08   |  |

| Miss Anthropocene – Faixas bônus do CD |                                       |         |  |
| N.º                                    | Título                                | Duração |  |
| 16.                                    | "We Appreciate Power" (Algorithm Mix) | 3:45    |  |
| Duração total:                         | Duração total:                        | 70:53   |  |

Notas
- A versão em vinil contém as versões "Algorithm Mix" de "So Heavy I Fell Through the Earth", "My Name Is Dark" e "Idoru".[103][104]

- "You'll Miss Me When I'm Not Around" é estilizado como "You'll miss me when I'm not around".

- "Idoru" é estilizado em letras maiúsculas.

## Créditos
- Grimes – vocais, produção, engenharia
- i_o– produção (faixa 4)[105]
- Chris Greatti – produção (faixa 11)[106]
- Hana – vocais, produção adicional (faixa 11)[106]
- Carlo "Illangelo" Montagnese – mixagem (faixa 1)[107]
- Tom Norris – mixagem (faixas: 4, 5)[108][109]
- Andy Wallace – mixagem (faixa 7)[110]
- Zakk Cervini – mixagem (faixa 11)[106]
- Pan Wei-Ju – vocais (faixa 2)
- Ryder Ripps – Direção Criativa

## Desempenho nas paradas musicais
| Parada (2020)                                        | Melhor posição |
| ---------------------------------------------------- | -------------- |
| Austrália (ARIA)                                     | 10             |
| Áustria (Ö3 Austria)                                 | 31             |
| Bélgica (Ultratop de Flandres)                       | 36             |
| Bélgica (Ultratop da Valônia)                        | 116            |
| Canadá (Billboard)                                   | 31             |
| Países Baixos (Album Top 100)                        | 68             |
| Alemanha (Offizielle Top 100)                        | 56             |
| Irlanda (OCC)                                        | 20             |
| Japão (Oricon)                                       | 79             |
| Nova Zelândia (RMNZ)                                 | 28             |
| Escócia – Scotish Albums (OCC)                       | 4              |
| Espanha (PROMUSICAE)                                 | 24             |
| Suíça (Schweizer Hitparade)                          | 4              |
| Reino Unido – UK Albums (OCC)                        | 10             |
| Estados Unidos (Billboard 200)                       | 32             |
| Estados Unidos – Independent Albums (Billboard)      | 3              |
| Estados Unidos – Dance/Electronic Albums (Billboard) | 1              |

### Paradas de fim de ano
| Parada (2020)                            | Posição |
| ---------------------------------------- | ------- |
| Estados Unidos – Top Current Album Sales | 187     |